# AFC Barrow
Der AFC Barrow (offiziell: Barrow Association Football Club) – auch bekannt als The Bluebirds – ist ein englischer Fußballverein aus Barrow-in-Furness, Cumbria, welcher derzeit in der EFL League Two, der vierthöchsten Spielklasse in England, spielt. Die Spielstätte des Vereins ist die 5045 Plätze bietende Holker Street.

## Vereinsgeschichte
Der Verein wurde im Jahr 1901 in Barrow-in-Furness, Cumbria gegründet. Der Verein spielte von der Gründung bis 1921 in der Lancashire Combination Division Two und der Lancashire Combination Division One. Im Jahr 1921 gewann der Verein die Combination Division One. Der AFC Barrow spielte von 1921 bis 1972 durchgehend in Profiligen, seitdem spielt Barrow in den beiden höchsten Ebenen des Non-League football.
Der AFC Barrow war 1921 eines der Gründungsmitglieder der Football League Third Division North. Der Verein konnte keine nennenswerten Erfolge verzeichnen, hielt sich jedoch konstant über viele Jahre in derselben Liga. Im Jahr 1958 stieg der Verein in die neue Football League Fourth Division ab. Vorerst blieb der Verein dem Profifußball erhalten, in der Spielzeit 1966/67 gelang Barrow der Wiederaufstieg in die Third Division. Nach drei Saisons folgte mit dem erneuten Abstieg in die Fourth Division der nächste Rückschritt. Auch in dieser Liga konnte sich der Verein nicht lange halten, 1972 folgte erstmals der Zwangsabstieg (not re-elected) in die Northern Premier League, eine der damals fünfthöchsten Spielklassen Englands. Damit war Barrow erstmals in der Vereinsgeschichte nicht mehr im Profifußball vertreten. Seitdem verbrachte der Verein viele Jahre in der Conference National und Conference North, insgesamt gelang Barrow fünf Mal der Aufstieg in die Conference National.
Nachdem der Verein die Spielzeit 2007/08 in der Conference North auf dem fünften Rang abgeschlossen hatte, der zur Teilnahme an den Playoff-Spielen zum Aufstieg in der Conference National berechtigt, besiegte das Team in den Play-offs den AFC Telford United und Stalybridge Celtic. Der im Pirelli Stadium, der Heimstätte von Burton Albion, ausgetragene Playoff-Final vor 2530 Zuschauern endete mit einem 1:0-Sieg für Barrow. Der Siegtorschütze Matt Henney verhalf dem Verein damit erstmals seit 1999 zum Wiederaufstieg in die Conference National. In der Saison 2008/09 wurde zum zweiten Mal nach 1990 die FA Trophy gewonnen. Im Finalspiel siegte die Mannschaft mit 2:1 nach Verlängerung gegen Stevenage Borough. 2020 gelang als Meister der National League der Aufstieg in die EFL League Two und damit nach 48 Jahren die Rückkehr in die English Football League.

## Ligazugehörigkeit
- 1901–1903: Lancashire League
- 1903–1921: Lancashire Combination
- 1921–1958: Football League Third Division North
- 1958–1967: Football League Fourth Division
- 1967–1970: Football League Third Division
- 1970–1972: Football League Fourth Division
- 1972–1979: Northern Premier League
- 1979–2020: Conference National/National League und Conference North
- seit 2020: EFL League Two

## Erfolge
- Lancashire-Combination-Division-One-Gewinner: 1920/21
- Lancashire-Senior-Cup-Sieger: 1954/55
- FA-Trophy-Gewinner: 1989/90, 2009/10
- Conference-North (Playoff-Sieger): 2007/08
- Northern-Premier-League-Gewinner: 1984, 1989 und 1998

## Bekannte Spieler
- Alf Agar
- Grant Holt
- Jim Irvine
- Jack Crayston
- Peter Withe